# Festiwal Outer Spaces

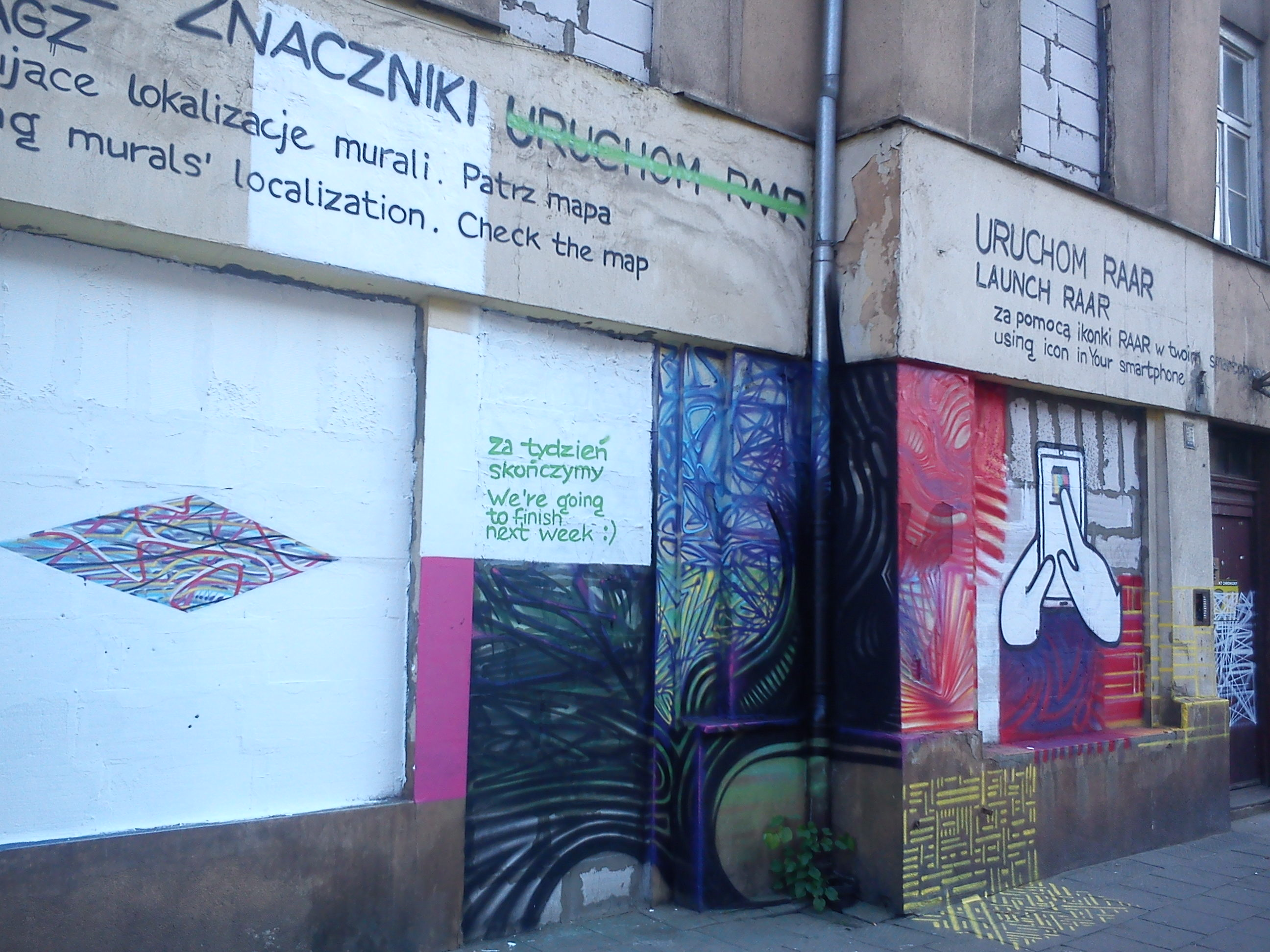
Rzeczywistość rozszerzona - mural na Wildzie (2012)

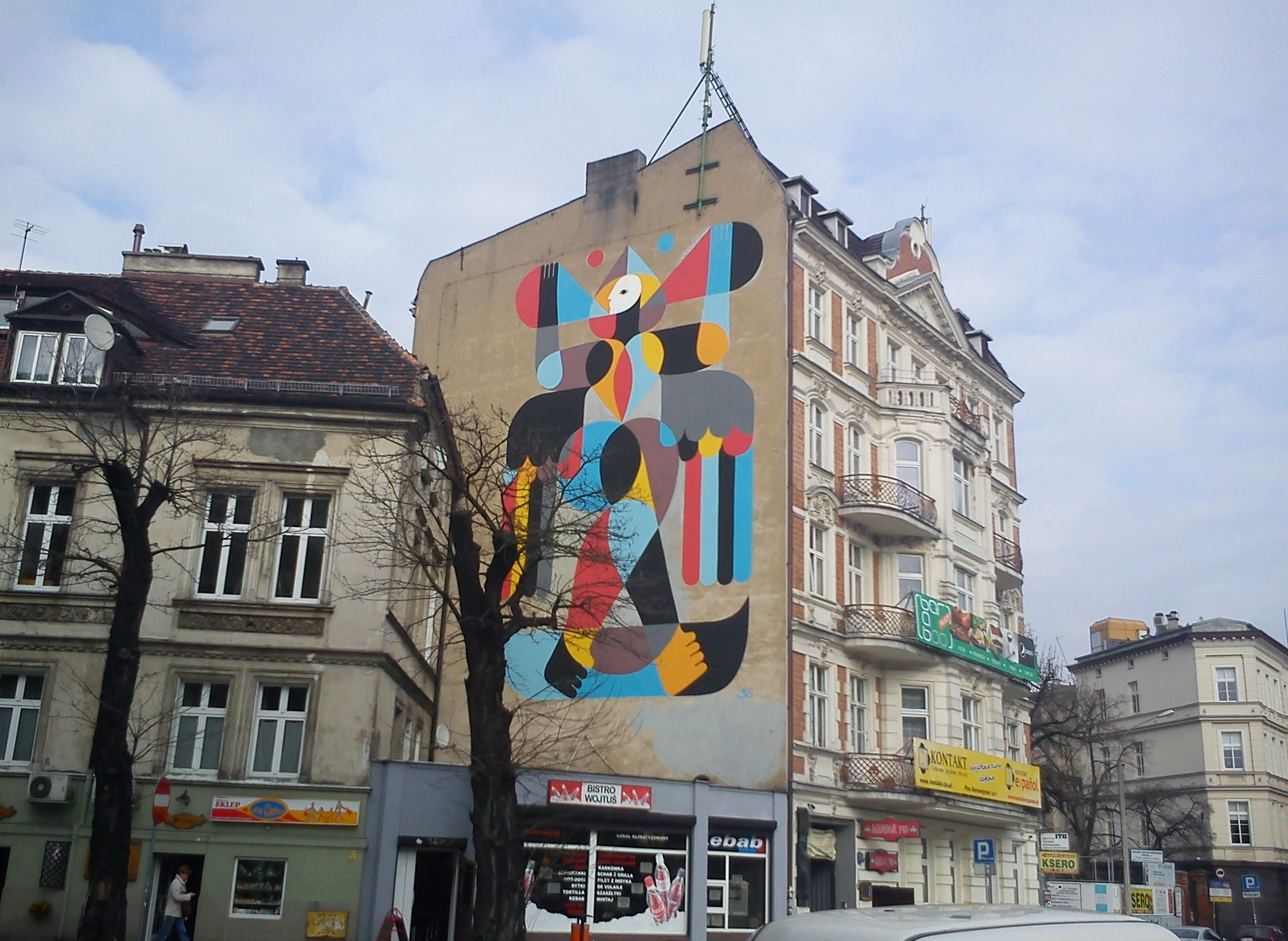
Graffiti na ul. Taczaka (2011)

Festiwal Outer Spaces (skrótowo: FOS) – festiwal promujący sztukę w przestrzeni miejskiej, odbywający się w Poznaniu od 2011 i pozostawiający liczne trwałe ślady w substancji architektonicznej i urbanistycznej miasta.

## Charakter festiwalu
W ramach festiwalu zapraszani są artyści działający w przestrzeni publicznej lub ingerujący w tę przestrzeń, poddający ją daleko idącej transformacji. Reprezentowane są takie gatunki jak murale, graffiti, rzeźby, instalacje, performance, architektura i rzeczywistość rozszerzona. Duża część dzieł pozostaje trwale w przestrzeni miejskiej, silnie oddziałując na przechodnia (widza). Oprócz działań w przestrzeni wyświetlane są filmy poświęcone np. przemianom w obrębie urban artu (Kino Muza), a także odbywają się koncerty muzyczne lub zajęcia praktyczne (np. sitodruk, recykling). W 2012 areną twórczości była Wilda, a w 2013 Jeżyce.

## Wybrani artyści
- Graphic Surgery,
- Sten & Lex (Włochy ),
- Otecki,
- Gruz,
- Nawer,
- Chazme,
- Anna Taratiel,
- Bartosz Mucha,
- Roem,
- Dwaesha,
- Gola (Hiszpania ),
- Autone.